# 대구매동초등학교
대구매동초등학교(大邱梅東初等學校)는 대한민국 대구광역시 수성구 매호동에 있는 공립초등학교이다. 교목은 소나무이고 교화는 매화이다.

## 학교 연혁
- 2006-12-01 대구매동초등학교 설립인가
- 2007-01-08 매동초등학교 기공식
- 2008-01-08 건물공사 완공
- 2008-03-01 초등 24학급, 병설유치원 2학급으로 편성
- 2008-03-01 대구매호초등학교에서 256명, 대구시지초등학교에서 494명 계 750명을 이관받아 개교
- 2008-03-07 병설유치원 입학식(52명)
- 2009-02-12 제1회 졸업식(졸업생 123명)
- 2010-09-01 2대 교장 이채희 취임
- 2014-03-01 초등 29학급 유치원 2학급 편성
- 2015-02-13 제7회 졸업(졸업생 131명)
- 2015-03-01 제3대 교장 김남인 취임
- 2016-03-01 초등 27학급. 유치원 분리(자연누리유치원으로 통합분리)
- 2016-12-19 2016 교육감배 학교스포츠클럽대회 바둑 초등부 우승
- 2018-09-01 제4대 교장 이은숙 취임